# ABB Henschel
ABB Henschel AG var en tysk tillverkare av rälsfordon 1990–1996.
ABB Henschel bildades 1990 genom en sammanslagning av de tyska rälsfordonsdelarna av ABB och Henschel & Sohn. Samma år köptes också Waggon Union. År 1996 fusionerades ABB Henschel med Daimler Benz rälsfordonsdel till ABB Daimler Benz Transportation (Adtranz). Som en följd av kartellmyndigheten Bundeskartellamts ställningstagande delades tidigare Waggon Unions verksamhet 1997 så att den nybyggda fabriken i Berlin-Wilhelmsruh i Pankow i Berlion övertogs av Stadler Rail och att verksamheten i Netphen vid Siegen fortsatte inom Adtranz. 
Adtranz köptes 2001 av Bombardier Transportation.